# Kepler Track
Der Kepler Track ist eine drei- bis viertägige Rundwanderung im Fiordland-Nationalpark auf der Südinsel Neuseelands, die zu den Great Walks gehört. Der 60 Kilometer lange Rundweg führt an zwei der größten Seen der Südinsel vorbei, dem Lake Te Anau und dem Lake Manapouri. Er führt durch Südbuchenwald und besitzt einen alpinen Abschnitt mit einer hervorragenden Aussicht auf den Lake Te Anau und die Jackson Peaks. Der höchste Punkt des Wegs ist der Luxmore Saddle auf einer Höhe von 1400 Metern, der tiefste liegt auf 180 Metern am Lake Manapouri. Wie die Kepler Mountains, die durchquert werden, ist der Track nach Johannes Kepler benannt.
Der Track steht unter der Verwaltung des Department of Conservation (DOC). Im Gegensatz zu vielen anderen Tracks in Neuseeland, die ihren Ursprung in alten Māori-Pfaden haben, wurde der Kepler-Track 1988 angelegt, um den sehr viel begangenen Milford Track und den Routeburn Track zu entlasten. Die beste Jahreszeit ist zwischen November und April.
Seit 1988 findet auf dem Track im Dezember ein Ultramarathon namens Kepler Challenge statt. Den Streckenrekord für diesen Traillauf hält seit 2013 Martin Dent mit einer Zeit von 4:33:37h.